# Splenektomia

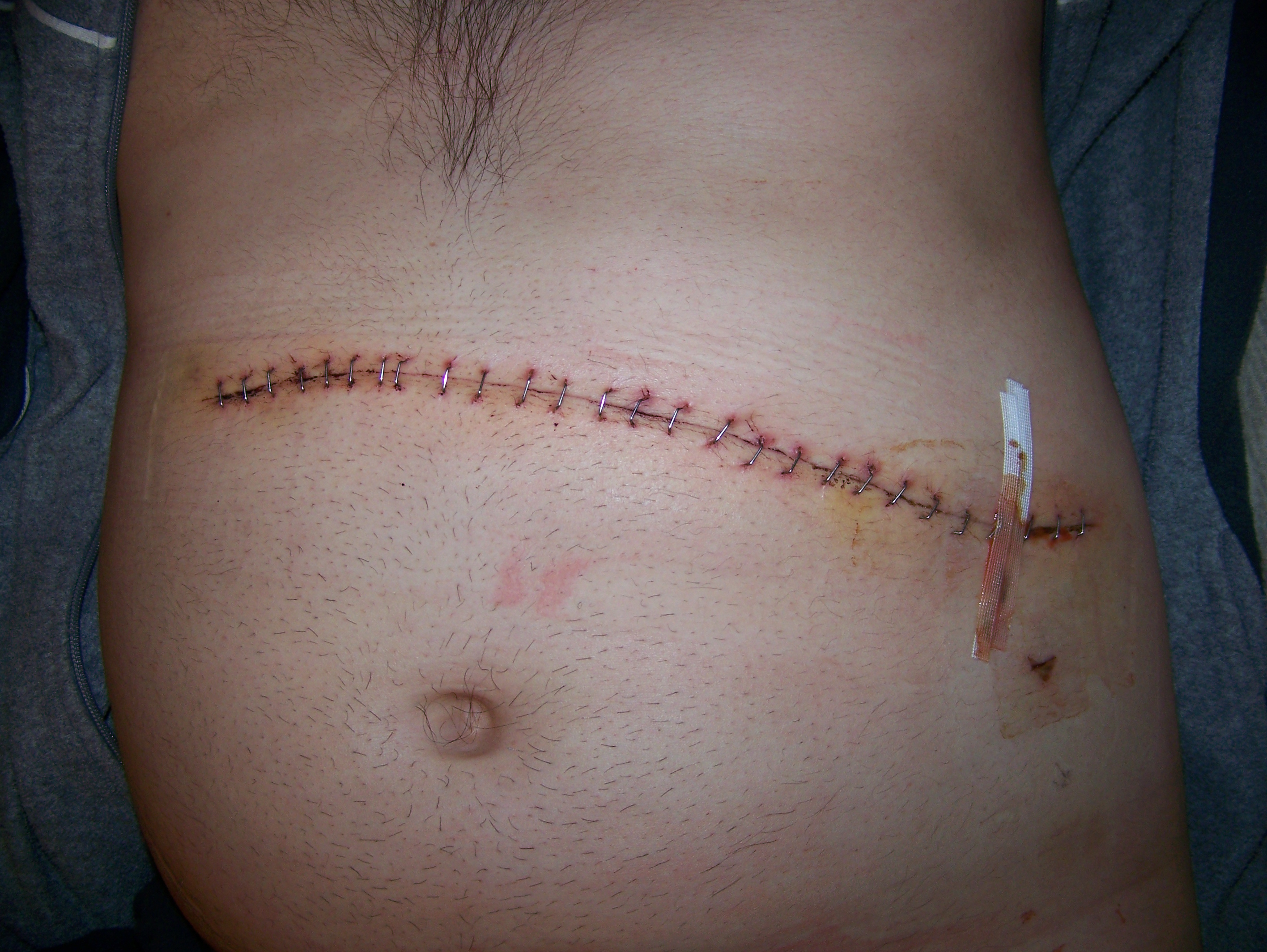
Blizna mężczyzny po operacji usunięcia śledziony

Splenektomia – częściowe lub całkowite usunięcie śledziony. Wskazaniami bezwzględnymi do jej wykonania może być uraz lub pęknięcie śledziony, torbiel, ropień, nowotwór, a względnymi między innymi choroby hematologiczne (jak białaczka czy czerwienica prawdziwa) czy niektóre choroby zakaźne.